# Brycea disjuncta
Brycea disjuncta är en fjärilsart som beskrevs av Walker 1854. Brycea disjuncta ingår i släktet Brycea och familjen björnspinnare. Inga underarter finns listade i Catalogue of Life.